# Ernest Vessiot

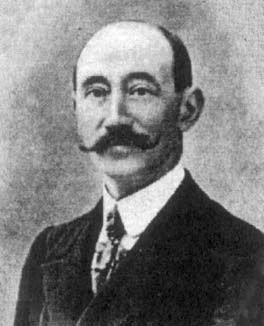
Ernest Vessiot

Ernest Paulin Joseph Vessiot (* 8. März 1865 in Marseille; † 17. Oktober 1952 in La Bauche, Savoie, Frankreich) war ein französischer Mathematiker.

## Leben
Vessiot war der Sohn eines Lehrers und Schulinspektors und besuchte das Gymnasium in Marseille. Er studierte an der École normale supérieure (in deren Eingangsprüfungen er Zweiter nach Jacques Hadamard wurde, mit dem er studierte) und war dann ab 1887 Lehrer in Lyon. 1892 promovierte er (Thema:  Sur l'intégration des équations différentielles linéaires) und lehrte dann in Lille und ab 1910 in Paris, wo er Direktor der École normale supérieure wurde. 1935 ging er in den Ruhestand.
Vessiot arbeitete über Differentialgleichungen und speziell die Anwendung kontinuierlicher Gruppen (z. B. linearer Gruppen von Transformationen, Thema seiner Dissertation) zu ihrer Lösung. Er schrieb auch einen Artikel über Differentialgleichungen in der Enzyklopädie der mathematischen Wissenschaften. Während des Ersten Weltkriegs beschäftigte er sich mit Ballistik.
1914 war er Präsident der Société Mathématique de France. Am 29. November 1943 wurde er in die Académie des sciences aufgenommen.